# Dwight
Dwight település az Amerikai Egyesült Államok Illinois államában, Il megyében. Lakosainak száma 4032 fő (2020. április 1.).

## Közlekedés
A települést érinti az Amtrak távolsági vasúti járata is, a Lincoln Service.

## Népesség
A település népességének változása:

| 2010 | 4 260 |
| 2020 | 4 032 |